# Dormint amb el seu enemic
Dormint amb el seu enemic (títol original: Sleeping with the Enemy) és un thriller psicològic estatunidenc dirigit per Joseph Ruben, estrenat l'any 1991. Ha estat doblat al català.
Aquest film aborda sobretot l'assumpte tabú de la violació conjugal i més generalment de les violències conjugals. Els comportaments de l'agressor i de la víctima al si de la parella són característics d'aquest tipus d'agressió (pressió psicològica i afectiva, aïllament, agressió verbal i física, amenaces, inversió de la culpabilitat, por per la seguretat, desig d'abandonar la llar, modificació del comportament i de la personalitat, violència econòmica).
El tema de la tria de vida és igualment abordat a través de l'evolució del personatge de Laura/Sara al llarg del film.

## Argument
Des de fa tres anys, Laura (Julia Roberts) i Martin (Patrick Bergin) semblen formar la « parella perfecta », a la seva luxosa vila a la vora de l'oceà. Però això no és més que una aparença: en realitat, Martin es mostra extremadament maniàtic, possessiu i d'una gelosia malaltissa, tema dels accessos de violència cap a Laura. Aquesta, decidida a fugir, aprèn en principi a nedar, sense que ho sàpiga el seu marit, a continuació aprofita una sortida nocturna al mar en el veler d'un amic, per simular que s'ha ofegat. Així és considerada morta. S'escapa i comença així una nova vida, sota una nova identitat, Sara Waters, i s'acosta també a la seva mare, cega, i en una residència d'avis.
Però ràpidament, Martin descobreix la superxeria, en principi rebent les condolences de la directora de l'associació amb qui Laura havia après a nedar, a continuació trobant l'aliança de Laura, que havia tirat als banys. Comença investigacions, i s'assabenta també que la mare de Laura és encara viva, mentre que ell havia anunciat la seva mort. En trobant-la, arriba així a descobrir on viu aleshores Laura. La descobreix somrient, enamorada d'un nou home, Ben, professor de teatre, qui l'ajuda a superar les seves pors i les seves inhibicions…

## Repartiment
- Julia Roberts: Laura Williams Burney/Sara Waters,[3] · [4]
- Patrick Bergin: Martin Burney[5]
- Kevin Anderson: Ben Woodward[6]
- Elizabeth Lawrence: Chloe Williams
- Kyle Secor: Fleishman
- Claudette Nevins: Doctor Rissner
- Tony Abatemarco: Locke
- Marita Geraghty: Julie
- Harley Venton: Garber
- Sandi Shackelford: Edna
- Bonnie Johnson: Mme Nepper

## Producció
Kim Basinger en principi havia d'interpretar el paper de Laura abans que no canviés de parer. Julia Roberts la va reemplaçar llavors.
Les escenes del film han estat filmades entre el 2 d'abril i el 22 de juny de 1990 sota angles prou enfosquits a l'exterior del Shell Island Resort Hotel a Wrightsville Beach a Carolina del Nord per fer aparèixer una casa arquitectural i a Abbeville a Carolina del Sud on Laura refà la seva vida sota la identitat de Sarah Waters.

## Nominacions
- BMI Film Music Award[7]
  - Millor direcció musical (Jerry Goldsmith)
- Acadèmia de Ciència Ficció, Fantasia i terror. Premis Saturn 1992
  - Millor actriu (Julia Roberts)
  - Millor actor a un segon paper (Patrick Bergin)
  - Millor film de terror
  - Millor música